# 산타래난초속
산타래난초속(山--蘭草屬, 학명: Galeottiella 갈레오티엘라[*])은 투구난초족의 단형 아족인 산타래난초아족(山--蘭草亞族, 학명: Galeottiellinae 갈레오티엘리나이[*])에 속하는 유일한 속이다.

## 하위 분류
- 산타래난초(G. sarcoglossa (A.Rich. & Galeotti) Schltr.)
- G. orchioides (Lindl.) R.González ex Rutk., Mytnik & Szlach.